# هيو جرينير
هيو جرينير (توفي في عام 1168/1174) كان حاكمًا لقيصرية من عام 1149/1154 حتى وفاته. كان الابن الأصغر لوالتر الأول جرينير [الإنجليزية] وزوجته جوليان. كان شقيقه الأكبر، يوستاس (الثاني)، قد مُنع بسبب مرض الجذام من وراثة السيادة، فانتقلت إلى هيو.
تاريخ وفاة والتر الأول وتولي هيو العرش غير معروف. كان والتر لا يزال على قيد الحياة ويحكم في عام 1149، وأُثبت هيو لأول مرة باعتباره سيدًا بموجب ميثاق ملكي صدر في عام 1154. ومن الممكن أن يكون شقيقه الأكبر يوستاس قد تولى السيادة لفترة وجيزة قبل الانضمام إلى رهبنة القديس لعازر للمصابين بالجذام. وعلى النقيض من والده، كانت لهيو علاقة وثيقة مع ملوك القدس. كان راعيًا لفرسان الإسبتارية.

## زعيم الحرب
كان هيو من الحاضرين الدائمين في البلاط الملكي في عهد بلدوين الثالث (1143-1163)، وميليسند (الوصية، 1153-1161) وعموري الأول (1163-1174): وقد وقع كشاهد على تسعة أعمال لكل من الملكين  وواحد من أعمال ميليسيندا.  كما شهد هيو أيضًا العديد من المواثيق الأرستقراطية: واحدة من مواثيق عموري من عام 1155، بينما كان عموري لا يزال مجرد كونت ليافا؛ وأخرى من مواثيق هيو من إبلين [الإنجليزية] من نفس العام؛ وواحدة من مواثيق والتر من سانت أومير [الإنجليزية]، أمير الجليل ، من عام 1168.
شارك هيو في حملتين ملكيتين: حصار بلهاسنت، بالقرب من صيدا، وغزو عموري لمصر. وفقًا لويليام الصوري، كان "شابًا يتمتع بحكمة وتقدير مثير للإعجاب يتجاوز عمره بكثير" عندما أرسله عموري للتفاوض مع المصريين الفاطميين في عام 1167. طلب هيو في بلاط الخليفة الفاطمي، العاضد، مصافحة الخليفة غير المرتدي للقفاز للتصديق على المعاهدة التي وقعها الاثنان، وهو الطلب الذي، على الرغم من تلبيته، صدم حاشية الخليفة. يعتمد وصف ويليام الصوري لقصر الخلافة في القاهرة على الوصف الذي تلقاه من هيو.
في الحرب ضد نور الدين، وقع هيو في الأسر في معركة البابين (لامونيا) على يد قوات صلاح الدين بعد أن تخلى عنه رجاله. عندما طلب نور الدين السلام، طلب قائده شيركوه من هيو، الذي وصفه بأنه "أمير عظيم ذو رتبة عالية ونفوذ كبير بين شعبك"، أن يعمل وسيطًا، لكن الأخير رفض؛ يعزو المؤرخون الأوروبيون المعاصرون السبب أنه "حتى لا يبدو أنه كان أكثر اهتمامًا بالحصول على حريته من الاهتمام بالصالح العام". ولم يكن من حق هيو أن يضع اللمسات الأخيرة على المعاهدة إلا بعد صياغتها. على الرغم من أن المصدر الأساسي هو ويليام الصوري

## الرعاية الدينية
في عام 1154، مُنح هيو قطعة أرض في تشاكو للفرسان الإسبتارية. في عام 1163، منحهم صفورية والبيرة مقابل ألتافيا، وهي ملكية سبق أن تبرع بها لهم جده، يوستاس الأول [الإنجليزية]. وفي عام 1166، باع لهم المُستوطنة [الإنجليزية] في هاديدون مقابل 2000 بيزنط. كما تبرع لهم ببرج تل الملاط (برج أعمال الملح) الواقع على قمة التل الساحلي، وهو التبرع الذي أكده ابنه لاحقًا.
في عام 1160، منح هيو الأراضي والإيرادات لسانتا ماريا لاتينا لصالح أرواح والده وجده، الذين دُفنوا هناك. وفي نفس العام تبرع بمنزل وبعض الأراضي لرهبنة القديس لعازر. في عام 1166، باع هيو أرضًا في فيسا (خربة الدفيس) وأكد هبة والده وجده لرهبنة القبر المقدس مقابل 400 بيزنط.

## العائلة
تزوج هيو من إيزابيل (إليزابيث)، ابنة جون جومان (جوثمان)،  وتظهر معه في خمسة من مواثيقه. كان لديهم ولدان وبنت: جاي [الإنجليزية]، ووالتر الثاني [الإنجليزية]، وجوليان [الإنجليزية]، وخلف الثلاثة إقطاعية قيصرية بالتناوب. يذكر كتاب أربطة أورتنمير [الإنجليزية] والتر وجوليان فقط. في عام 1161، وافق هيو على عملية بيع قام بها والد زوجته. بعد وفاة هيو، تزوجت أرملته من بالدوين الإيبيلي [الإنجليزية].
توفي هيو في الفترة ما بين مايو 1168، عندما شهد ميثاقًا ملكيًا في عكا، وفي تموز 1174، وقع ابنه الأكبر على ميثاق بصفته سيدًا لقيصرية.

## ملحوظات
1. ↑  تُؤرخ في 1154, 1155, 1157, 1160, 1161, 1164, 1165, 1166, 1168.[1]
2. ↑  يُؤرخ في 1159.[1]